# Alexander Geljewitsch Dugin

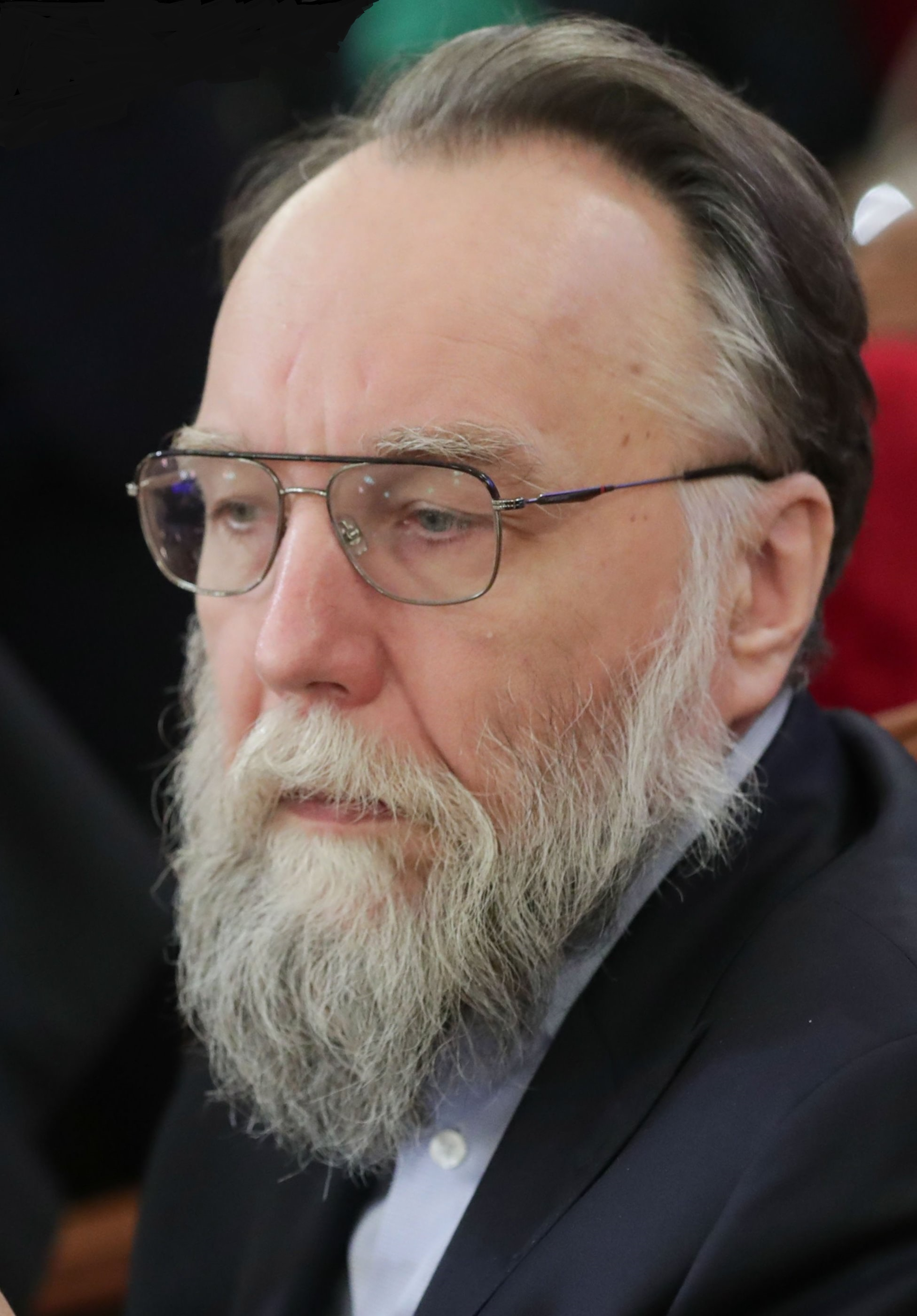
Alexander Dugin (2023)

Alexander Geljewitsch Dugin (russisch Александр Гельевич Дугин Aleksandr Gel'evič Dugin; * 7. Januar 1962 in Moskau) ist ein russischer ultranationalistischer politischer Philosoph, Publizist, Universitätslehrer und Politiker. Er war von 1994 bis 1998 Co-Vorsitzender der 2005 verbotenen Nationalbolschewistischen Partei Russlands (NBP); von 2010 bis 2014 leitete er den Lehrstuhl für Soziologie der Internationalen Beziehungen an der Soziologischen Fakultät der Lomonossow-Universität Moskau.
Dugin ist Ideengeber einer extremen, intellektualisierten Neuen Rechten in Russland und gilt Beobachtern als Neofaschist und Vertreter eines eurasischen Imperialismus als Gegenentwurf zum liberal geprägten westlichen Kulturraum.

## Werdegang

### Frühe Jahre
Dugin entstammt einer Soldatenfamilie. Über den Vater existieren unterschiedliche Angaben, zu denen auch Dugin selbst beitrug. So sei dieser Oberst oder General gewesen und arbeitete für KGB oder GRU. Nach einem mittelmäßigen Schulabschluss besuchte Dugin in den 1970ern das Staatliche Luftfahrtinstitut in Moskau und wollte ursprünglich eine militärische Laufbahn einschlagen. Seit den 1980er Jahren war er Antikommunist. Aufgrund seiner Aktivitäten wurde er vom KGB beobachtet und schließlich vom Staatlichen Luftfahrtinstitut exmatrikuliert oder er schloss aufgrund seiner ungenügenden Leistungen sein Studium nicht ab.
Ein biographischer Abriss behauptet, dass Dugin dann für den KGB tätig war, jedenfalls verdiente er sich seinen Lebensunterhalt vor allem als Straßenreiniger. Er gehört den altgläubigen Jedinowerzy an.
Dugin spricht mehrere Sprachen, darunter Deutsch, Französisch, Englisch und Italienisch.

### Politische Aktivitäten
Parallel beschäftigte er sich mit rechtsradikalen und neofaschistischen Theorien. Er las mit oder ohne Zugang zum KGB-Archiv Werke von René Guénon, Ernst Jünger und Julius Evola. In dieser Zeit, vielleicht auch schon eher, wurde er Mitglied des kleinen esoterischen Golowin-Zirkels („Schwarzer Orden der SS“) um Jewgeni Golowin, einem bekennenden faschistischen Mystiker. Dieser war einer seiner wichtigsten Mentoren. Von 1983 bis 1989 soll Dugin Vorsitzender des Zirkels gewesen sein. 1987 wurde Dugin Mitglied der radikal-nationalistischen und antisemitischen Gruppierung Pamjat, wo er auch in das Leitungsgremium aufrückte. Dort wurde er jedoch 1989 ausgeschlossen, wegen anti-sowjetischer Absichten und „Satanismus“, womit wohl seine Nähe zum Nazi-Okkultismus des Zirkels gemeint war. Aufgrund der nach seinem Empfinden geringen Intellektualisierung der Gruppe reiste er 1989 ins westeuropäische Ausland und traf verschiedene Ultranationalisten. Er begegnete u. a. Alain de Benoist und Jean-François Thiriart, die ihn zum russischen Traditionalismus zurückführten.

Parteiflagge der von Dugin mitbegründeten Nationalbolschewistischen Partei Russlands

In Moskau gründete er in den Zeiten des Aufbruchs einen Verlag bzw. Buchladen namens Arktogeja und einen geopolitischen Thinktank. Die bei Arktogeya erschienenen Bücher sollten eine „Konservative Revolution“ im Sinne von Autorität, Kollektivismus, Hierarchie, Spiritualität und Tradition unterstützen. Er verlegte die Zeitschrift Giperborejez (für den Wortsinn siehe Hyperborea) und den Almanach Milyi angel sowie Werke von Autoren der Neuen Rechten aus Westeuropa. Eng arbeitete er ab 1991 mit Juri Mamlejew zusammen, dessen Bücher bei Dugin erschienen. Noch in den 1980er Jahren erfolglos, propagierte er in den 1990er Jahren seine Ideologie in verschiedenen Sendungen über den Hör- und Fernsehfunk und erreichte so auch die Studentenschaft. 1999 erschien dann das Zeitungsprojekt Jewrasijskoje wtorschenije (deutsch: „Eurasische Invasion“).
Nach dem Zusammenbruch der Sowjetunion 1992/93 wurde er auch politischer Weggefährte von Eduard Limonow. 1993/94 war er Mitbegründer der Nationalbolschewistischen Partei Russlands (NBP), der er als Cheftheoretiker zur Verfügung stand. Von 1994 bis 1998 war er Co-Vorsitzender. 1998 verließ er diese Partei aufgrund des mangelnden Interesses an seinen Ansichten wieder. Wegen verfassungsfeindlicher Bestrebungen wurde die Partei später verboten.
1996 begann er unregelmäßig in der Zeitung Nesawissimaja gaseta zu schreiben, die ihm ein Forum für seine Ideologie bieten sollte. Dugin profilierte sich im Bereich Geopolitik, gab u. a. Seminare an der Militärakademie des Generalstabes der Russischen Streitkräfte und soll weitere Kontakte in Militärkreise gepflegt haben. Er näherte sich ferner der Kommunistischen Partei der Russischen Föderation (KPRF) an und wurde Berater von Gennadi Selesnjow, dem Sprecher der Duma (1996–2003), der ihn in die russischen Machtzirkel einführte. Außerdem wurde er Autor der nationalistischen Zeitschrift Den (heute: Sawtra). Heute gehört er dem Editorial Board an. 2001 initiierte er die eurasische Bewegung, die um die Unterstützung von religiösen Führern wie etwa Talgat Tadschuddin und Awrom Schmulewitsch wusste. Am 21. Juni 2002 gründete er die globalisierungsfeindliche, radikal-„zentristische“ Eurasische Partei, deren Vorsitzender er ist. Am 26. Februar 2005 gründete Dugin die Eurasische Jugendunion als Jugendorganisation der Eurasischen Partei. Er gilt als Unterstützer der Eurasischen Wirtschaftsgemeinschaft.
Dugin ist Mitglied der rechtsextremen Denkfabrik Isborsk-Klub.
Laut dem russischen Oligarchen Konstantin Malofejew ist Dugin Chefredakteur des von Malofejew gegründeten Senders Zargrad und des ebenfalls von Malofejew ins Leben gerufenen Thinktanks Katehon.

### Lehrstuhl
Obwohl Dugin erst spät an eher unbedeutenden Bildungseinrichtungen (Nowocherkassk State Melioration Academy, North-Caucasian Higher School Scientific Center/Rostov-on-Don, Juristisches Institut des Innenministeriums der Russischen Föderation/Rostow) Abschlüsse erwarb, wurde er 2010 Professor an der renommierten Lomonossow-Universität, wo er den Lehrstuhl für Soziologie der Internationalen Beziehungen an der Soziologischen Fakultät leitete. Im Juni 2014 gab er bekannt, dass sein Vertrag wegen seiner „politischen Position zu Noworossija“ nicht mehr verlängert werde.
Anlässlich des russischen Kriegs in der Ukraine 2014 rief Dugin in einem Interview zum Mord an Unterstützern der ukrainischen Regierung auf. „Töten, töten, töten, das ist meine Meinung als Professor“, so Dugin. Außerdem seien die „schrecklichen Leute“, die in Kiew an der Macht seien, zu töten und tote Russen seien „mit dem Blut der Kiewer Junta“ zu vergelten. Eine Petition mit mehr als 10.000 Unterzeichnern forderte seine Entlassung. Die tatsächlich erfolgte Entlassung Dugins interpretierte Herwig Höller von der Wiener Zeitung als Zeichen von dessen schwindendem Einfluss. Dugin ist bereits seit 2007 die Einreise in die Ukraine verboten.

## Philosophie und Geopolitik

Parteiflagge der von Dugin 2002 gegründeten „Eurasischen Partei“. Es enthält das Chaossymbol, das den Elric-Romanen von Michael Moorcock entstammt.

Dugin vertritt antiwestliche und antiliberale Positionen und propagiert über internationale Netzwerke das „geopolitische Konzept eines Neo-Eurasismus“ auf der Basis eines in Opposition zu den Vereinigten Staaten stehenden „großrussischen Reiches von Dublin bis Wladiwostok“ unter der Führung Russlands. In Politikwissenschaft und Medien wird er als „Vordenker“ (Der Spiegel), „Einflüsterer“ (FAZ) oder „Lehrmeister“ (Focus Online) des russischen Präsidenten Wladimir Putin oder auch als „Rasputin“ bezeichnet.
Die Entstehung von Dugins Anschauungen weist exzentrische Züge auf. Als Mitglied des Kreises um Golowin war er mit okkulten Ideen konfrontiert, deren Sprache er nie ganz aufgab. Dugin beschäftigte sich zeitweise mit Aleister Crowley, über den er zwei Aufsätze verfasste. Er verstand ihn als einen „konservativen Revolutionär“ und beschrieb einen von Crowley erwarteten chaotischen Punkt des Umschwunges zum Besseren, zur Reinigung der Welt. Dieser Punkt liege zwischen den Äonen des Horus und des Osiris. Crowley habe zu seiner Zeit verschiedene Extremismen unterstützt, um gegen die falsche Ordnung subversiv vorzugehen.
Als Einflüsse für Dugins Philosophie, die „Vierte politische Theorie“, gelten die (west-)europäische Neue Rechte, die Konservative Revolution, der Panrussismus, kulturalistische Elemente und das esoterisch-metaphysische Denken von René Guénon und Julius Evola. Iwan Iljin und Deutsche Denker wie Friedrich Nietzsche, Karl Haushofer und Carl Schmitt zählen ebenfalls zu seinen Einflüssen. Er gibt an, die Wurzeln der deutschen Kultur zu lieben, behauptet aber, dass das heutige Deutschland „eine Art Gegen-Deutschland“ sei. Weder würden die Deutschen heute ihre eigenen Autoren lesen oder verstehen, noch würden sie über diese diskutieren, so Dugin. Ihm zufolge würden sie heutzutage in einer „degradierenden Zivilisation“ leben. Die „Vierte politische Theorie“ wurde von einigen seiner russischen geopolitischen Kollegen kritisiert, weil sie nach deren Ansicht den Rassefaktor zu sehr vernachlässige. Das Dritte Reich wurde von Dugin 1992 in einem Text nicht pauschal kritisiert, neben anti-slawischen deutschen Nationalisten habe es dort auch europäische orientierte „Kämpfer gegen Kapitalismus und Kommunismus“ gegeben, insbesondere in der Waffen-SS: „Statt eines engstirnigen deutschen Nationalismus … propagierte die SS die Idee vom einheitlichen Europa …, in dem den Deutschen keine besondere Rolle zukommen sollte. Die Organisation [SS] hatte einen internationalen Charakter, sogar ‚nicht-weiße‘ Völker waren hier vertreten. … Bei der SS handelte es sich um eine Art Ritterorden nach mittelalterlichem Vorbild mit solchen Idealen wie Armut, Disziplin, körperliche Askese.“ „In den 1990er Jahren äußerte sich Dugin sowohl unter seinem Pseudonym «Aleksandr Schternberg» als auch unter seinem eigenen Namen wiederholt affirmativ zu Sympathisanten, Angehörigen und Abteilungen der SS, etwa zum Institut «Ahnenerbe», zum italienischen Waffen-SS-Bewunderer Julius Evola, zum «Reichsführer» Heinrich Himmler und dem «Obergruppenführer» Reinhard Heydrich.“
Offen rassistische Aussagen finden sich laut Andreas Umland in seinen frühen Publikationen, später aber „erschien er stärker als Verfechter eines betont inklusiven Imperiums, einer Art «eurasischen Supranationalismus»“, der die russländischen Nationen einbezieht, das aber unter Wahrung der Führungsrolle der Russen. Die Zugehörigkeit zu Gruppen bleibe aber kulturell im Sinne eines „kodierten Neorassismus“ vorgegeben. Dugin betreibe weniger Politik als vielmehr „Metapolitik“, im Anklang an Antonio Gramscis Strategie kultureller Beeinflussung injiziere er seine Ideen in Mediendiskurse und die Eliten mit dem Ziel einer ideologischen Hegemonie.
Nach Walter Laqueur soll das meistgelesene Buch Dugins seine Schrift Konspiratologija sein, ein 600 Seiten langes Buch über Verschwörungstheorien, das Dugins thematische Vorliebe für Mystisches belege, Nikita Chrustschow und Michael Gorbatschow als Agenten des Atlantischen bezeichne, sowohl Dracula wie den «führenden Mondialisten» Andreji Sacharow abhandle, antirussische Handlungen der Vergangenheit erörtere und die «Metaphysik des Geheimkriegs» erkläre.
Dugin ist ein Gegner des Liberalismus und der westlichen Werte. Bis 2016 verstand er seine Positionen auch als antiamerikanisch. Nach der von ihm begrüßten Wahl Donald Trumps zum US-Präsidenten beendete er dieses Verständnis jedoch und spricht seitdem von einem „Sumpf globalistischer Eliten“, den er als Gegner betrachtet und der seiner Ansicht nach in Amerika und Europa „trockengelegt“ werden solle. Laut ihm sei der Westen „kulturell“ rassistisch, weil er seine Wertevorstellungen als universell betrachte und andere Kulturen als „Barbarei“ herabwürdige. Nach Dugins Ansicht gibt es keine universellen Werte, sondern verschiedene Kulturen und Zivilisationen. Die östliche Zivilisation sei der westlichen insofern überlegen, als sie sich gegen den „Rassismus“ der westlichen wehre. Anleihen beim orthodoxen Christentum nationalrussischer Prägung macht er insofern, als er die Identifikation Russlands als das Dritte Rom und mit dem Katechon übernimmt, welcher laut Dugin gegen den Westen als Antichrist kämpfe. Die russische Zivilisation sei vom orthodoxen Christentum geprägt, von der aber auch die muslimischen Minderheiten in Russland (Turkvölker, Mongolen) ein Teil seien, weil die christliche Orthodoxie nicht exklusiv sei. In seinem 2001 erschienenen Manifest „Eurasien über alles“ schreibt Dugin: „Das eurasische Ideal ist der mächtige, leidenschaftliche, gesunde und schöne Mensch, und nicht der Kokainsüchtige, der Bastard aus weltlichen Diskos, der asoziale Kriminelle oder die Prostituierte.“ Im August 2008, als die russische Armee in Georgien einmarschierte, forderte Dugin dazu auf, das Land komplett zu besetzen, und, wenn es soweit sei, zusätzlich die Krim zu annektieren.
Geopolitisch propagiert Dugin eine multipolare Weltordnung, ohne „unipolare amerikanische Dominanz“. Er wirft den USA Doppelmoral vor, da sie die Eigenstaatlichkeit des Kosovo anerkennen, nicht jedoch diejenige Abchasiens und Südossetiens. Seine geopolitischen Überlegungen konzentrieren sich auf Russlands Rolle, die „Vorherrschaft der Vereinigten Staaten in der Welt“ zu beenden, mit der Hilfe des Iran im Nahen Osten und der EU-skeptischen Parteien im westlichen Europa. Er behauptet, dass der „russische Geist“ durch den Krieg in der Ukraine wiedererweckt worden sei, und spricht von einem „russischen Frühling“. Der Politikwissenschaftler Andreas Umland warf ihm deshalb „blindwütigen Bellizismus“ vor. Dugin unterstützt den Separatisten-Führer Igor Strelkow und unterhält regelmäßigen Kontakt zu den separatistischen Rebellen in Donezk. Seiner Ansicht nach verhält sich Putin zu zögerlich, da er von den „liberalen Eliten“ in Russland zurückgehalten werde. Als „Liberale“ bezeichnet Dugin mächtige Großunternehmer (Oligarchen), die ihr Vermögen durch fragwürdige und illegale Geschäftspraktiken in den 1990er Jahren erworben haben und wegen ihrer Vernetzung mit der Weltwirtschaft prowestlich ausgerichtet seien. Diese hätten aufgrund ihrer Geschäftsbeziehungen durch die vom Westen gegen Russland verhängten Sanktionen nämlich am meisten zu verlieren. Laut Dugin gibt es einen internen Konflikt zwischen den „liberalen“ und „patriotischen“ Kräften innerhalb der russischen Regierung. Das Misstrauen gegenüber den „liberalen Eliten“ ist in Russland weit verbreitet, da ihnen von vielen die Verantwortung für die schlechte Wirtschaftsentwicklung in den 1990er Jahren zugeschrieben wird.
Samuel Salzborn weist auf das neo-eurasische Konzept Dugins hin und schreibt im Jahrbuch für Extremismus- und Terrorismusforschung unter „Messianischer Antiuniversalismus. Zur politischen Theorie von Aleksandr Dugin im Spannungsfeld von eurasischem Imperialismus und geopolitischem Evangelium“, dass Dugin „Anleihen an Carl Schmitts Land und Meer (1942)“ nehme. Dugins Kategorien sind „dabei mystischen und mythologischen Ursprungs“ und nach Salzborn widersetzen sie sich jeglicher wissenschaftlichen Überprüfung. Dugin denkt, dass es einen „geopolitisch-mystischen Ausgangspunkt“ gibt, der auf dem Gegensatz von Eurasismus und Atlantismus beruht. Eurasismus steht für das Element Erde und Atlantismus für das Element Wasser. Es gibt „Land-Mächte“ und „Meeres-Mächte“. Erde entspricht Russland und ist nach Dugin eine stabile Ordnung. Wasser entspricht Amerika und ist damit eine weiche „(Un-)Ordnung“. Dugin verbindet dieses dualistische Konzept mit Himmelsrichtungen. Der Norden gilt „als heilig und Ursprung von bedeutenden Menschen und Kulturen“. Der Osten ist der „Ursprung ewiger Weisheit“ und der Westen ist „der Ort der Dekadenz und Täuschung“. Der Süden verkörpert „die Vergänglichkeit“. Nach Dugin stehen sich der Osten und der Westen in einem „Endkampf“ gegenüber. Der Westen, das „Reich der Antichristen“ müsse zerstört werden, während Russland eine „›Nation kosmischer Dimension‹ sei, die sich ›im Einklang mit den Kräften der Transzendenz‹ befindet: ›Russland und das Universum sind Synonyme.‹“
In einem am 12. April 2013 veröffentlichten Interview stellte Alexander Dugin dar, dass, Russland Europa mit Hilfe von Soft Power erobern müsse. Er sagte dort: „Lasst uns mit Hilfe der Softpower kämpfen. Lasst uns vorschlagen, Europa vor der Homoehe zu schützen.“ Auch soll Europa durch Russland vor Einwanderern geschützt werden. Weiter erklärte er seinen Begriff von „Softpower“: „Darüber hinaus haben wir noch Erfahrung mit Expansion nach Europa, die zu Sowjetzeiten stattfand, als unsere kommunistische Partei, die Komintern und die Kominform sehr beeindruckende Ergebnisse in Sachen Eindringen in die europäischen Parlamente erzielt haben. Ja, das war unser außenpolitisches Instrument. Die heutige Situation ist anders. Wir sind keine kommunistischen Länder mehr. Aber wir können andere Partner finden.“
Im Januar 2015 erschienen auf verschiedenen Nachrichtenseiten (unter anderem Welt.de und Focus.de) Artikel, in denen behauptet wurde, Dugin habe in einem Interview mit dem der ungarischen Partei Jobbik nahestehenden Nachrichtenportal Alfahir geäußert, dass die Staaten Ungarn, Rumänien, Serbien, Slowakei und Österreich in einem Großreich aufgelöst werden sollen. Der deutsche Journalist und spätere AfD-Mitarbeiter Manuel Ochsenreiter veröffentlichte einen Tag später ein Interview mit Dugin, in dem dieser behauptet, dass er von den Medien in dieser Angelegenheit „entstellt und verunstaltet“ wiedergegeben worden sei.

## Einfluss

### In Russland
Wie groß der politische Einfluss Dugins auf die russische Politik war (bzw. ist), ist vieldiskutiert: Eva Hausteiner bezeichnet die These, hinter der Weltanschauung Putins stecke Dugin, als „haltlos“ bzw. als nicht belegt; Michel Eltchaninoff meint, es bedürfe des Umwegs über Dugin nicht, da Putin aus denselben Quellen wie Dugin schöpfe, nämlich nicht nur der russischen Philosophie, sondern auch der Konservativen Revolution in Deutschland zwischen 1918 und 1933. Andere messen ihm einen beträchtlichen Einfluss auf hohe Regierungskreise und Politiker zu bzw. titulieren Dugin als „Chef-Ideologe“, „Vordenker“ oder „Zuflüsterer“ des russischen Präsidenten Wladimir Putin.
Leonid Luks beobachtete 2004, dass Dugins Einfluss auf russische Eliten wachse, Indikator dafür sei, dass sein Buch „Grundlagen der Geopolitik“ vom Inhaber des Lehrstuhls für Strategie der Militärakademie des Generalstabes Nikolaj Klokotov betreut worden sei und es nun als Lehrbuch empfohlen werde. Ähnlich sah es Andreas Umland. 2014 hielt Umland fest, dass es zwischen Dugins und Putins Vorstellungen Überschneidungen gebe, allerdings sei Dugin nicht restaurativ, sondern revolutionär orientiert, sein imperialer Ehrgeiz gehe weit über Putin hinaus. Putin und Dugin seien jedoch „taktische Verbündete“, für Putin allerdings bestehe das Risiko, gerufene Geister irgendwann möglicherweise nicht wieder loswerden zu können.
Während der russischen Annexion der Krim allerdings zeigte sich Dugin von Putin, der vor einem Großkonflikt mit dem Westen noch zurückschreckte, enttäuscht und warf ihm vor, Neurussland verraten zu haben, da er den pro-russischen Separatisten dort militärisch nur unzureichend helfe. Bedauernd stellte Dugin fest, dass es den Putin einer westlichen „Mondphase“ und einer russischen „Sonnenphase“ gebe: „In der Sonnenphase handelt er gemäß der Logik der russischen Geschichte und Geopolitik. Das ist ein nationaler Putin, ein Patriot. In der Mondphase aber steht er unter westlichem Einfluss.“
Dugin selber behauptete 2014, Putin nicht persönlich zu kennen. Allerdings ist er (Stand 2014) Berater des Parlamentspräsidenten Sergei Jewgenjewitsch Naryschkin und soll hochgestellte Freunde in der Präsidialadministration haben. Sein Buch Grundlagen der Geopolitik dient angehenden Generalstabsoffizieren in Russland als Lehrbuch. Dugin arbeitete auch eng mit dem der russischen Präsidialverwaltung direkt unterstellten Russischen Institut für Strategische Studien, das eine Rolle in der ideologischen Begründung russischer Politik spielt, zusammen. Seine Bücher sind populär in Geheimdiensten und Militär, einen Beleg für ein Zusammentreffen mit Putin gibt es jedoch nicht. Dugin spielte nach einem Bericht des britischen Independent gemeinsam mit dem putinnahen Oligarchen Konstantin Malofejew eine wichtige diplomatische Rolle bei der Aussöhnung zwischen Putin und dem türkischen Präsidenten Erdogan nach dem türkischen Abschuss eines russischen Kampfflugzeuges über Syrien. Dugin selbst beantwortet die Frage, ob Putin denn seine Bücher lese, sibyllinisch: „Wir lesen die gleichen Buchstaben, die in goldenen Buchstaben am Himmel der russischen Geschichte geschrieben sind.“
Dugin lobte Putins Stellung im russischen Staat, ein Gleichgewicht zwischen den drei Staatsgewalten werde „zugunsten der durch Putin repräsentierten transzendenten Autorität aufrechterhalten“. Dies stelle ein „sehr passendes monarchistisch-autoritäres Modell“ dar.
Leonid Luks diagnostizierte 2022 nach Beginn des russischen Überfalls auf die Ukraine, dass sich Putins Kriegspolitik tatsächlich dem angenähert habe, was Dugin seit jeher schon gefordert habe. Micha Brumlik nannte ihn den Philosophen hinter Putin.

### In den Vereinigten Staaten
Es bestehen Kontakte Dugins zur amerikanischen Rechten und Multiplikatoren wie Steve Bannon. Dazu sind gewisse Verbindungen aufzeigbar zum amerikanischen AltRight-Aktivisten Richard Spencer (und dessen Frau, die Dugins Werke ins Englische übersetzte), zu David Duke, Milo Yiannopoulos, Stephen Miller und auch Donald Trump.

### In Frankreich
Dugin, der selbst Französisch beherrscht, wird in Frankreich innerhalb der Neuen Rechten rezipiert. Französische Übersetzungen seiner Werke erscheinen mit Vorworten von Alain Soral, dem antisemitischen Theoretiker der Bewegung Egalité et Réconciliation („Gleichheit und Versöhnung“).

### In Deutschland
Dugin hielt am 27. Oktober 2013 bei der IX. Bielefelder Ideenwerkstatt der Burschenschaften, welche von der „Burschenschaft Normannia-Nibelungen zu Bielefeld“ organisiert wurde, einen Vortrag zu seiner 4. Politischen Theorie. Demnach soll eine ideologiefreie Position gegen die Moderne (in ihrer Reinform Liberalismus) gefunden werden, die weder faschistisch noch kommunistisch ist (da der Faschismus und der Kommunismus selbst moderne Ideologien seien). Diese nennt Dugin anlehnend an Heidegger das Dasein. Der Pressesprecher der „Bielefelder Ideenwerkstatt“, Dirk Taphorn, war später Referent der Dresdner AfD-Stadtratsfraktion, während es wiederum persönliche Kontakte zwischen Dresdner AfD und Pegida gab.
Im März 2015 sollte Dugin auf einem Lesertreffen des rechtsextremen Verlegers Dietmar Munier in Deutschland auftreten. Der Bundestagsabgeordnete Volker Beck (Bündnis 90/Die Grünen) versuchte dies zu verhindern, indem er einen Antrag an den deutschen Außenminister Frank-Walter Steinmeier (SPD) richtete, in dem ein Einreiseverbot gegen Dugin gefordert wurde. Bei der Veranstaltung der rechtsextremen Zeitschrift Zuerst! wurde er schließlich live über Video zugeschaltet.
Kontakte wurden auch zur AfD geknüpft. Alexander Gauland reiste 2015 nach St. Petersburg und traf neben Konstantin Malofejew auch Dugin, dessen eurasische Ideen er als „intellektuell interessant“ bezeichnete. Marcus Frohnmaier folgte Einladungen Dugins nach Russland, Frohnmaiers Mitarbeiter Manuel Ochsenreiter war Dugin eng verbunden, der ihn seinen „spirituellen Sohn“ nannte.
Dugin sprach 2018 auf einer Compact-Konferenz.
Der verschwörungstheoretische Kopp Verlag vertreibt russische Originalausgaben und deutsche Übersetzungen der Werke Dugins. In der rechtsextremen Identitären Bewegung wird sein Werk Die vierte politische Theorie hochgeschätzt. Das neurechte Magazin Sezession würdigte 2014 in einem Autorenporträt das Gedankengut des „russischen Philosophen und politischen Denkers“. Auch der Verschwörungsideologe Jan Udo Holey gab auf seiner Internetseite dieunbestechlichen.com Dugin eine Plattform.
Dugin kooperierte eng mit Manuel Ochsenreiter, der am 18. August 2021 in Moskau verstarb. Seine Bücher werden in Deutschland durch den Verleger Dietmar Munier, für dessen Medien Ochsenreiter maßgeblich aktiv war, und andere Verlage des rechtsextremen Spektrums vertrieben.

### In Griechenland
Im Januar 2015 wurden über 700 gehackte E-Mails bekannt, darunter E-Mails von Dugin. Sie gelten als Indizien dafür, in welch engem Kontakt russische Ideologen wie Dugin (und Oligarchen wie Konstantin Malofejew) mit wichtigen griechischen Politikern stehen. Die griechische Außenpolitik wird seit dem Russisch-Ukrainischen Krieg und der griechischen Parlamentswahl im Januar 2015 mit folgender Bildung des Kabinetts Alexis Tsipras intensiv beobachtet.

## Einordnung des Duginschen Denkens
Der amerikanische Politikwissenschaftler John B. Dunlop nannte Dugin 2004 einen „gefährlichen russischen Faschisten“ (englisch dangerous Russian fascist).
Andreas Umland bezeichnete Dugin 2020 als „rechtsextreme[n] Theoretiker“, als „Ideengeber der postsowjetischen neofaschistischen Szene“ und als „russischen Ultranationalisten“. 
Seine als Vierte Politische Theorie oder Neoeurasismus propagierte Idee sei „wenig mehr als ein novitistisch verklausurierter Neofaschismus“ und insofern ein „Etikettenschwindel“. 
Dugins Neoeurasismus sei nur stückchenweise eine Fortsetzung der eurasischen Idee, wie sie von der russischen antikommunistischen Emigration der Zwischenkriegszeit vertreten wurde. 
Weit mehr als durch klassisch eurasische Denker sei Dugins Ideologie geprägt durch den westeuropäischen Anarchosyndikalismus, die deutsche Konservative Revolution, Theoretiker klassischer Geopolitik wie Halford Mackinder und Karl Haushofer sowie durch den westlichen Integralen Traditionalismus. Umland konstatierte:
„‚Neoeurasismus‘ ist bei Dugin wenig mehr als eine ideologisch und geographisch flexible Chiffre für radikalen Kollektivismus, megalomanischen Neoimperialismus, unverblümten Bellizismus, fanatischen Revolutionarismus und fundamentalen Antiamerikanismus.“
Faschist sei einfach in Russland als Wort unüblich sagte Juri Sergejewitsch Piwowarow aber sei so treffend wie ein Vergleich mit den russischen Schwarzen Hundert. Die katastrophale Figur Dugin habe anscheinend in Präsidialverwaltung und Behörden viele Gleichgesinnte.
Leonid Luks sprach Dugin 2022 eine eigenständige intellektuelle Qualität ab. Er schrieb: „dem Gedankengut Dugins fehlt jegliche Frische und Originalität. Hier werden im Wesentlichen die antiquierten Ideen der Weimarer Rechten aus der Rumpelkammer der Geschichte hervorgeholt, mit einigen Versatzstücken des Programms der bereits erwähnten Eurasierbewegung vermischt und dann als eine Art neue Erlösungsideologie propagiert.“
Walter Laqueur erwähnte 2015 Dugins Belesenheit. Was Dugin lese, spreche ihn aber offenbar umso stärker an, „je mehr es dem gesunden Menschenverstand widerspreche (...) Man könnte von tiefer, echter Geistesverwirrung sprechen und in der Tat hat selten jemand so viel Verwirrung gestiftet“. Dugin äußere sich zu widersprüchlich und wechsle seine Perspektiven zu oft. Mal sei Japan – in Durchbrechung seiner sonstigen Ablehnung von Inselstaaten – der kommende Verbündete Russlands, dann aber die VR China. Er vertrete leidenschaftlich den Eurasismus, berufe sich aber allein auf europäische Denker, nicht auf asiatische. Obwohl er mehrere europäische Sprachen spreche, habe er keine einzige asiatische gelernt. Konstant bleibe Dugin unter anderem in seinem Antiliberalismus, in seinem Antiamerikanismus und in seiner Annahme, die Welt würde von geheimen Kräften gelenkt. Was Dugin schreibe, ergebe einfach „keinen Sinn“.
Volker Weiß schrieb 2022 einige Wochen nach dem Beginn des russischen völkerrechtswidrigen Angriffskrieges auf die Ukraine, Dugin sei der im Westen wohl bekannteste russische Ultranationalist.

## Familie und Sonstiges
Dugin war in erster Ehe mit der späteren LGBT-Aktivistin Jewgenija Debrjanskaja verheiratet und hat mit ihr einen Sohn (* 1985).
Seine aus einer anderen Beziehung stammende Tochter Darja Dugina (1992–2022) alias Daria Platonowa spielte eine hervorgehobene Rolle in Dugins Propagandanetzwerk und war nach Recherchen der Denkfabrik Atlantic Council 2020 Mitglied einer Troll-Armee. Darja Dugina hatte einen Abschluss der Lomonossow-Universität Moskau in Philosophiegeschichte und arbeitete als Chefredakteurin für United World International (UWI). Sie galt als überzeugte Befürworterin des russischen Überfalls auf die Ukraine. Dugina starb am Abend des 20. August 2022 in einer Vorstadtsiedlung im Moskauer Gebiet unweit Bolschije Wjasjomy bei einem Autobombenanschlag. Die Haftbombe explodierte, während sie sich auf der Heimfahrt von einer „patriotischen“ Veranstaltung befand, die sie mit ihrem Vater besucht hatte und nach ursprünglichen Planungen zusammen mit ihm verlassen sollte. Möglicherweise galt der Anschlag Dugin selbst.
Dugin steht auf der Sanktionsliste des OFAC. Darja Dugina stand ebenfalls auf der OFAC-Sanktionsliste. 
Die Europäische Union setzte Dugin auf ihre Sanktionsliste, nachdem Russland im März 2014 die ukrainische Schwarzmeer-Halbinsel Krim annektierte.

## Zitate
- „Nach dem Kollaps der marxistischen Ideologie und dem Sieg des Westens im Kalten Krieg … kam als Ablösung des Marxismus keine schlüssige und stabile Ideologie, die fähig war mit dem Liberalismus (der heute von den USA verkörpert wird) zu konkurrieren… In diesem Moment wandten sich die wissbegierigsten Geister, die reinsten Herzen und die glühendsten Seelen dem Erbe der Eurasier zu.“[109]
- „Es gibt zwei Auffassungen von Demokratie: als Herrschaft einer Mehrheit und als Herrschaft einer Minderheit. Die klassische Auffassung, der auch ich anhänge, ist die Herrschaft der Mehrheit. Im liberalen postmodernistischen Westen aber wird Demokratie heute als Herrschaft der Minderheit verstanden. Weil diese Mehrheit verdächtigt wird, sie neige freiwillig zum Populismus, zu Sozialismus oder Faschismus. Deswegen ist es die Aufgabe der regierenden Minderheiten, gegen die Mehrheit zu kämpfen. Eine abartige Logik.“[3]

## Veröffentlichungen (Auswahl)
- Grundlagen der Geopolitik: Die geopolitische Zukunft Russlands (russisch: Основы геополитики (геополитическое будущее России)), Arktogeja Verlag, 1997, ISBN 978-5-85928-019-3.
- Julius Evola et al.: Evola von Links: Metaphysisches Weltbild – antibürgerlicher Geist (= Junges Forum. 6). Regin-Verlag, Straelen 2006, ISBN 3-937129-27-8.
- Theophile von Bodisco et al.: Der letzte Kriegsgott: Baron Ungern von Sternberg (= Junges Forum. 7). Regin-Verlag, Straelen 2006, ISBN 3-937129-27-8.
- Die vierte politische Theorie. Arktos, London 2013, ISBN 978-1-907166-62-4.[110]
- Konflikte der Zukunft. Die Rückkehr der Geopolitik. Bonus, Kiel 2014, ISBN 978-3-88741-291-3.
- Das Grosse Erwachen gegen den Great Reset: Trumpisten gegen Globalisten. Arktos, London 2021, ISBN 978-1-914208-59-1.
- The Trump Revolution. A New Order of Great Powers. Arktos, London 2025, ISBN 978-1-91764-62-39.